# Pivka
Pour le cours d'eau, voir Pivka (rivière).
Pivka, jusqu'en 1952 Šentpeter na Krasu (en allemand : St. Peter in Krain ; en italien : San Pietro del Carso), est une commune du sud-ouest de la Slovénie.

## Géographie
Le territoire communal est situé dans la région historique de Carniole-Intérieure (Notranjska) au sud de la ville de Postojna. Il s'étend le long de la rivière Pivka dans le massif du Karst au bord septentrional des Alpes dinariques. La commune regroupe 29 villages et hameaux.
Pivka dispose d'un nœud ferroviaire important situé sur le trajet ferroviaire de Ljubljana à Trieste, l'ancienne Südbahn autrichienne, avec une ligne vers Rijeka en Croatie.

## Histoire

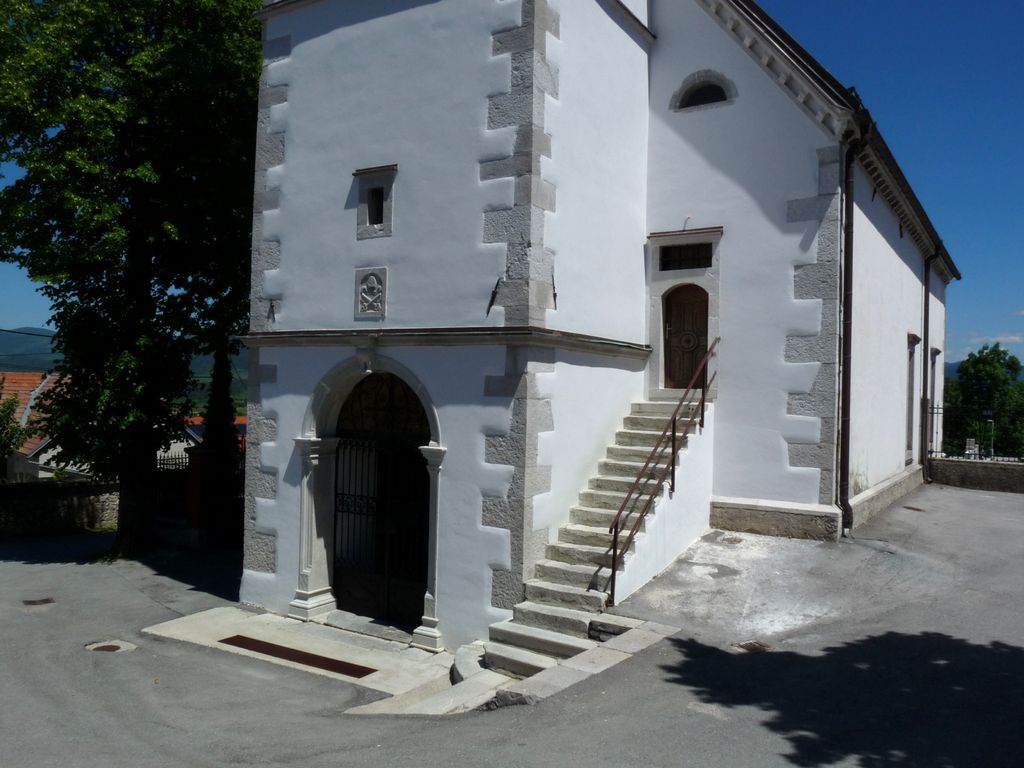
L'église paroissiale Saint-Pierre.

Pendant des siècles, la région faisait partie du duché de Carniole, près de la frontière avec le comté princier de Gorizia et Gradisca (Goriška) et le Littoral autrichien à l'ouest. Depuis les débuts de l'époque moderne, tous ces pays appartenaient à la monarchie de Habsbourg, puis à l'empire d'Autriche.
Bien qu’existant depuis longtemps, la localité s’est surtout développée après l'inauguration en 1857 de la Südbahn, ligne de chemin de fer reliant la capitale Vienne au port de Trieste. Vingt ans plus tard, la ligne de Pivka à Rijeka fut également construite. À cette époque la région appartenait encore à la monarchie austro-hongroise et ce jusqu'à la fin de la Première Guerre mondiale. 
Dans l'entre-deux-guerres, à la suite du traité de Saint-Germain, Pivka et l'extrême ouest de la Carniole appartient au royaume d'Italie et fut incorporée dans la région de la Vénétie julienne (Triveneto). En raison de sa proximité avec la frontière du royaume de Yougoslavie, les collines stratégiques de la région sont fortifiées et intègrent le système de défense du « Mur alpin » qui s’étend de la baie de Gênes au golfe de Kvarner. Le traité de Paris signé en 1947, donna le territoire de Pivka à la Yougoslavie.

## Démographie
Entre 1999 et 2021, la population de la ville a légèrement augmenté bien que la population soit restée relativement faible avec environ 6 000 habitants,.
Évolution démographique
| 1999  | 2000  | 2001  | 2002  | 2003  | 2004  | 2005  | 2006  | 2007  |
| ----- | ----- | ----- | ----- | ----- | ----- | ----- | ----- | ----- |
| 5 935 | 5 941 | 5 993 | 5 978 | 5 965 | 5 943 | 5 981 | 5 983 | 6 052 |
| 2008  | 2009  | 2010  | 2011  | 2012  | 2013  | 2014  | 2015  | 2016  |
| 6 102 | 5 966 | 5 928 | 5 966 | 5 979 | 6 044 | 6 039 | 6 039 | 6 064 |
| 2017  | 2018  | 2019  | 2020  | 2021  |       |       |       |       |
| 6 073 | 6 044 | 6 162 | 6 201 | 6 190 |       |       |       |       |

## Curiosité

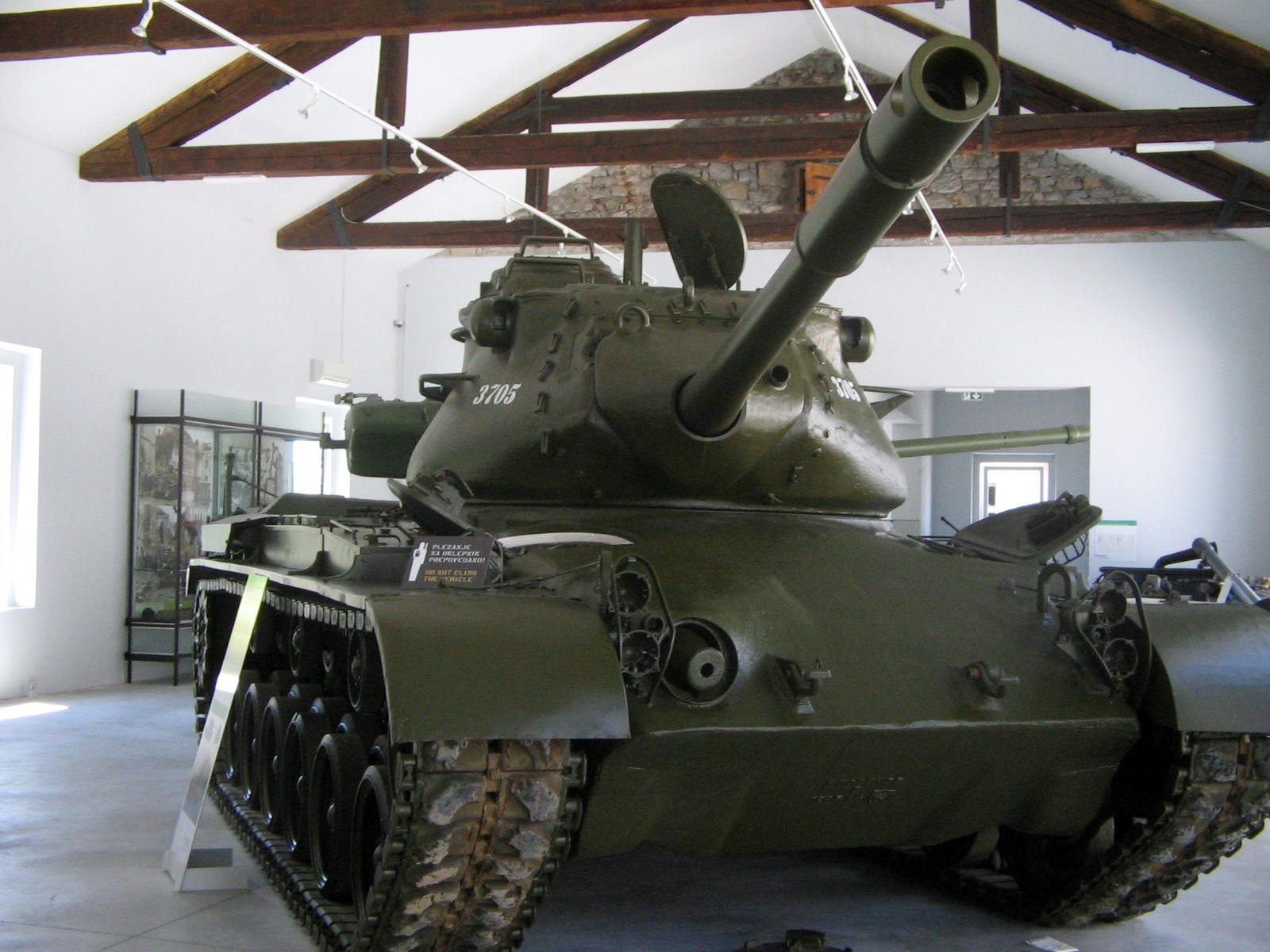
Musée militaire - Char M47 Patton.

La municipalité dispose d’un musée militaire (Park vojaške zgodovine) dans une ancienne caserne disposant d’une collection de chars, de véhicules à chenilles et de pièces d’artillerie. Dans la commune voisine de Postojna se trouve la grotte de Postojna qui attire de nombreux touristes.